# Patrick Müller (piłkarz)
Patrick Müller (ur. 17 grudnia 1976 w Genewie) – piłkarz szwajcarski grający na pozycji bocznego lub środkowego obrońcy.

## Życiorys

### Kariera klubowa
Jest wychowankiem klubu Meyrin FC, w którym trenował w zespołach juniorskich. Następnie był zawodnikiem Servette FC ze swojego rodzinnego miasta. W 1995 roku trafił do kadry pierwszego zespołu. W Swiss Super League zagrał po raz pierwszy 19 lipca 1995 w zremisowanym 1:1 meczu z Grasshopper Club Zürich. W Servette spędził pełne trzy sezony oraz rundę wiosenną sezonu 1998/1999. W tym czasie rozegrał 104 mecze ligowe, zdobywając 4 gole.
Zimą 1999 przeniósł się do Zurychu, podpisując kontrakt z tamtejszym klubem Grasshopper Club. W 2000 roku odszedł do francuskiego Olympique Lyon. W Ligue 1 zadebiutował 29 lipca 2000 w zremisowanym 2:2 meczu ze Stade Rennais. W sezonie 2000/2001 wystąpił w 30 meczach ligowych, strzelił jednego gola. Wraz z zespołem zdobył Puchar Ligi Francuskiej. Wystąpił także w Lidze Mistrzów, dochodząc z zespołem do drugiej fazy grupowej. W sezonie 2001/2002 został wraz z klubem mistrzem Francji. Zagrał w 30 meczach w lidze. W sezonie 2002/2003 wystąpił w 35 meczach ligowych i po raz drugi z rzędu wywalczył mistrzostwo. W sezonie 2003/2004 rozegrał 36 meczów i zdobył 1 gola, a z Lyonem trzeci raz został mistrzem kraju.
1 lipca 2004 przeniósł się do hiszpańskiego RCD Mallorca. W Primera División zadebiutował 29 sierpnia w przegranym 0:1 meczu z Realem Madryt. Podczas gry w tym klubie miał problemy zdrowotne. 7 stycznia 2005 został na zasadzie wolnego transferu zawodnikiem FC Basel, gdzie wraz z zespołem wygrał ligę.
26 stycznia 2006 powrócił do Lyonu. W sezonie 2006/2007 przegrywał rywalizację o miejsce w składzie z Brazylijczykami Crisem i Caçapą.
W październiku 2008 został piłkarzem AS Monaco FC. W jego barwach pierwszy występ zanotował 17 stycznia 2009 w zremisowanym 2:2 ligowym meczu z SM Caen. W 2010 roku rozwiązał kontrakt z klubem, po czym zakończył karierę piłkarską.
| Sezon   | Klub             | Kraj       | Rozgrywki          | Mecze | Bramki |
| ------- | ---------------- | ---------- | ------------------ | ----- | ------ |
| 1995/96 | Servette FC      | Szwajcaria | Swiss Super League | 28    | 0      |
| 1996/97 | Servette FC      | Szwajcaria | Swiss Super League | 31    | 0      |
| 1997/98 | Servette FC      | Szwajcaria | Swiss Super League | 35    | 1      |
| 1998/99 | Servette FC      | Szwajcaria | Swiss Super League | 22    | 3      |
| 1998/99 | Grasshopper Club | Szwajcaria | Swiss Super League | 12    | 0      |
| 1999/00 | Grasshopper Club | Szwajcaria | Swiss Super League | 24    | 1      |
| 2000/01 | Olympique Lyon   | Francja    | Ligue 1            | 30    | 1      |
| 2001/02 | Olympique Lyon   | Francja    | Ligue 1            | 30    | 0      |
| 2002/03 | Olympique Lyon   | Francja    | Ligue 1            | 35    | 0      |
| 2003/04 | Olympique Lyon   | Francja    | Ligue 1            | 36    | 1      |
| 2004/05 | RCD Mallorca     | Hiszpania  | Primera División   | 6     | 0      |
| 2004/05 | FC Basel         | Szwajcaria | Swiss Super League | 15    | 0      |
| 2005/06 | FC Basel         | Szwajcaria | Swiss Super League | 13    | 0      |
| 2005/06 | Olympique Lyon   | Francja    | Ligue 1            | 12    | 1      |
| 2006/07 | Olympique Lyon   | Francja    | Ligue 1            | 10    | 0      |
| 2007/08 | Olympique Lyon   | Francja    | Ligue 1            | 1     | 0      |
| 2008/09 | AS Monaco        | Francja    | Ligue 1            | 7     | 0      |
| 2009/10 | AS Monaco        | Francja    | Ligue 1            | 0     | 0      |

### Kariera reprezentacyjna
W reprezentacji Szwajcarii  zadebiutował 25 marca 1998 w zremisowanym 1:1 towarzyskim meczu z Anglią. Został powołany na Euro 2004, na którym wystąpił we wszystkich trzech meczach fazy grupowej: z Chorwacją (0:0), Anglią (0:3) i Francją (1:3).
W 2006 roku wystąpił na mistrzostwach świata w Niemczech. Zagrał na nich we wszystkich meczach Szwajcarii: grupowych z Francją (0:0), Togo (2:0) i Koreą Południową (2:0) oraz w meczu 1/8 finału z Ukrainą (0:0, rzuty karne 0:3). W 2008 roku został powołany do kadry na mistrzostwa Europy.

## Sukcesy
- Mistrzostwo Francji: 2002, 2003, 2004, 2006 z Olympique Lyon
- Mistrzostwo Szwajcarii: 2005 z FC Basel
- Puchar Ligi Francuskiej: 2001 z Olympique Lyon